# Marta Urbanová
Pour les articles homonymes, voir Urbanova.
Marta Urbanová, née le 14 octobre 1960 à České Budějovice, est une joueuse tchécoslovaque de hockey sur gazon.

## Biographie
Marta Urbanová fait partie de l'équipe nationale tchécoslovaque médaillée d'argent aux Jeux olympiques d'été de 1980 à Moscou.